# De Boss
De Boss (originele titel: Le Boss) is een Frans-Belgische stripreeks, gecreëerd in 1997, geschreven door Zidrou en getekend door Philippe Bercovici. De reeks is een spin-off van De Mazdabende, getekend door Darasse, waarin het personage van de Boss eerder al verscheen.
Het hoofdpersonage is gebaseerd op Thierry Tinlot, toenmalig hoofdredacteur van stripblad Robbedoes / Spirou. De korte verhaallijnen tonen de werking van de Uitgeverij Dupuis op karikaturale wijze, gelijkaardig aan reeksen zoals De Mazdabende en Arme Lampil. Eind 2004 verliet Tinlot Robbedoes en een klein jaar later werd de reeks, die in albumverkoop toch al geen topper was, dan ook stopgezet.

## Personages
- De Boss: de hoofdredacteur met veel stress. Het is een forse knaap met een bril, die steevast een pet en sneakers draagt en sigaren rookt. Hij ligt voortdurend in de clinch met Mr. Dupuis, de eigenaar van uitgeverij Dupuis.
- Marie-Kiki: de niet zo snuggere assistente van de hoofdredacteur.
- Charles Dupuis: eigenaar van de uitgeverij die soms aan dementie lijdt.
- Van Oenen: tekenaar die niet zo veel succes heeft en tevergeefs probeert zijn tekeningen aan Boss te verkopen.
- Bari: succesvolle tekenaar van Sarah Hari, die altijd te laat is met zijn tekeningen.

## Albums
1. Ikke wel! (2000)
2. Je hoort nog van ons! (2000)
3. www.de-boss.com (2001)
4. Bedankt Baas! (2002)
5. Hier tekenen! (2003)
6. Centen (2004)
7. Délocalisons! (2005)**
8. Les dérapages du boss (2007)**

(**) Deze albums verschenen enkel in het Frans.

## Trivia
- Veel personages, ook figuranten, zijn gebaseerd op echte scenaristen en tekenaars. Velen hebben cameo's, zoals Cauvin, Charles Dupuis en Hislaire.